# 잡초 (영화)
잡초(Les Herbes Folles, Wild Grass)는 이탈리아에서 제작된 알랭 레네 감독의 2009년 드라마, 멜로/로맨스 영화이다. 앙드레 뒤솔리에 등이 주연으로 출연하였고 장 루이 리비 등이 제작에 참여하였다.

## 출연

### 주연
- 앙드레 뒤솔리에
- 사빈느 아젬마

### 조연
- 엠마뉴엘 드보스
- 마티유 아말릭
- 앤 콘시니
- 미셸 빌레모
- 에두아르 바에르
- 애니 코디
- 사라 포레스티에
- 니콜라스 뒤보셸
- 장 노엘 브루테
- 로제 삐에르
- 폴 크로슈
- 도로시 브랭크
- 패트릭 미마운

## 제작진
- 원작자: 크리스티안 가일리
- 미술: 자크 솔니에
- 의상: 재키 뷔뎅